# پرده‌بالان
پرده‌بالان یا بال‌غِشاییان (نام علمی: Hymenoptera) یکی از بزرگترین راسته‌های حشرات است که شامل مگس‌های اره‌دار، زنبورهای وحشی، زنبورها، و مورچه‌ها می‌شود. تاکنون بیش از ۱۳۰٬۰۰۰ گونه از این راسته شناسایی شده‌اند و بسیاری دیگر هنوز باید شناسایی شوند. نام علمی این راسته برگرفته از دو واژه یونانی باستان ὑμήν (پرده و غشا) و πτερόν (بال) است؛ چیزی که اشاره به متصل بودن بال‌های پشتی حشره به بال‌های جلویی آن توسط تعدادی غشای قلاب‌وار است.
آغاز فرگشت اعضای این راسته تریاس بود و قدیمی‌ترین سنگواره‌های پیدا شده از آنان مربوط به تیره اره‌مگس‌های خم‌چاقو است. دوره کرتاسه نخستین هنگامی بود که پرده‌بال‌های دارای ساختار اجتماعی بر روی زمین ظاهر شدند.
افراد راسته پرده‌بالان دارای تنوع زیادی از لحاظ شکل، اندازه و شیوهٔ زندگی هستند. عموماً اعضای این راسته دارای دو جفت بال غشایی می‌باشند، که بال جلویی بزرگتر از بال عقبی بوده و اتصال آنها از نوع یوغی (Jugata) می‌باشد. رگبال‌ها معمولاً طوری به هم متصل می‌شوند که تولید سلول‌های زیادی روی بال می‌کنند. تعداد رگبال‌های پرده‌بالان کوچکتر کم است. 
حشرات این راسته ظاهراً شبیه دوبالان هستند ولی می‌توان از روی شاخک‌ها، بال‌ها و طرز اتصال شکم به سینه، که در بسیاری از پرده‌بالان این قسمت باریک می‌شود، این دو راسته را از یکدیگر متمایز نمود. 
سر در این حشرات کیتینی بوده و به وسیلهٔ گردن باریکی به تنه متصل می‌گردد. واجد چشم‌های مرکب بزرگ، سه چشم ساده، شاخک‌های نخی شکل یا زانویی هستند و معمولاً طول شاخک در جنس نر بیشتر از جنس ماده است. قطعات دهانی بر اساس نوع تغذیه برای جویدن، سوراخ کردن، مکیدن، جمع‌آوری دانه گرده، بریدن و … به کار می‌روند.